# Félix Limendoux

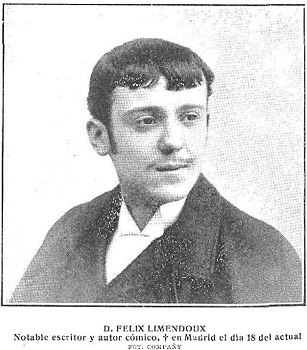
Retrato fotográfico de Limendoux, obra de Compañy, en Nuevo Mundo.

Félix Limendoux (Málaga, 1870-Madrid, 1908) fue un escritor, periodista, libretista y autor cómico español.

## Biografía
Nació en Málaga en 1870. Escritor, periodista, libretista y autor cómico, desde los diecisiete años de edad trabajó para el teatro, cuando escribió junto a Celso Lucio el libreto del sainete lírico El gorro frigio.
Escribió para periódicos como El País, y dirigió el semanario La Idea (1901) en Madrid y Vida Galante en Barcelona. Fue también colaborador de publicaciones como Germinal, La Ilustración Española y Americana, Madrid Cómico, La Gran Vía, La Ilustración Artística (1903) y La Correspondencia de España (1903), entre otras.
Limendoux, a quien se atribuye ser acuñador del término «sicalíptico», falleció en Madrid el 18 de octubre de 1908.